# Wilchoweć (rejon kamieniecki)
Wilchoweć (ukr. Вільховець, pol. hist. Olchowiec) – wieś na Ukrainie w rejonie kamienieckim obwodu chmielnickiego. Około roku 2010 zamieszkiwało ją 250 osób.

## Historia
W roku 1886 zarząd gminny Olchowca w powiecie kamienieckim obejmował miasteczko Husiatyn oraz wsie: Olchowiec, Kuźmińczyk, Heleniszczów z Żarnówką, Uwsie, Kutkowce, Zakupnia z Dąbrówką, Iwachnowce, Demkowce, Szydłowce, Kryków z Wiktorówką, Józefówka, Bednarówka.
Pod koniec XVII wieku należał do opisywanego przez Antoniego Józefa Rollego Jerzego Wołodyjowskiego, stolnika przemyskiego, żonatego z Krystyną Jeziorkowską. Spisane przez Rollego fakty były dla Henryka Sienkiewicza inspiracją do stworzenia postaci Jerzego Michała oraz Basi Wołodyjowskich.  Po śmierci bezdzietnej Jerzego i Krystyny, Olchowiec stał się własnością siostry Jerzego Anny, która była za Stanisławem Makowieckim, stolnikiem latyczowskim. W XVIII wieku należy Olchowiec do Potockich; w 1793 bierze go za długi od Prota Potockiego Salomea z Potockich Starzyńska, od której w 1803 nabywa go Mikołaj Makowiecki. W 1853 Jadwiga z Makowieckich wnosi go w posagu do rodziny Czerwińskich.

## Zabytki
Rezydencja powstała przez rozbudowanie domu zarządu przez Kazimierza Czerwińskiego. Wewnątrz biblioteka z czterema tysiącami książek, obrazy m.in. Kossaka. Obok duży park. Obiekt zniszczony w 1914 i 1917 roku.